# Notoreas
Notoreas is een geslacht van vlinders van de familie spanners (Geometridae), uit de onderfamilie Larentiinae.

## Soorten
- N. aethlopa Turner, 1907
- N. anthracias Meyrick, 1883
- N. arcuata Philpott, 1921
- N. atmogramma Meyrick, 1911
- N. blax Prout, 1939
- N. brephosata Walker, 1862
- N. chioneres Prout, 1939
- N. ferox Butler, 1877
- N. fulva Hudson, 1905
- N. galaxias Hudson, 1928
- N. hexaleuca Meyrick, 1914
- N. incompta Philpott, 1918
- N. insignis Butler, 1877
- N. ischnocyma Meyrick, 1905
- N. isoleuca Meyrick, 1897
- N. isomoera Prout, 1939
- N. mechanitis Meyrick, 1883
- N. niphocrena Meyrick, 1883
- N. omichlias Meyrick, 1883
- N. opipara Philpott, 1915
- N. orphanaea Meyrick, 1883
- N. ortholeuca Hudson, 1922
- N. paradelpha Meyrick, 1883
- N. simplex Hudson, 1898
- N. synclinalis Hudson, 1903
- N. villosa Philpott, 1917
- N. vulcania Meyrick, 1883
- N. zopyra Meyrick, 1883